# Carlos Rodrigo Núñez
Carlos Rodrigo Núñez Techera (Canelones, 22 giugno 1992) è un calciatore uruguaiano, attaccante dei Melo Wanderers.

## Biografia
È fratello di Facundo Núñez, a sua volta calciatore professionista.

## Caratteristiche tecniche
È una prima punta.

## Palmarès

### Club
- Campionato argentino: 1

Racing Club: 2014

### Individuale
- Capocannoniere della Coppa Sudamericana: 1

2012 (5 gol)